# Station Woincourt
Station Woincourt is een spoorwegstation in de Franse gemeente Woincourt.